# Tisfane
Tisfane  (in arabo تيسفان‎?) è un centro abitato e comune rurale del Marocco situato nella provincia di Taroudant, regione di Souss-Massa. Conta una popolazione di 2 338 abitanti (censimento 2014).